# Supercopa líbia de futbol
La Supercopa líbia de futbol és una competició futbolística de Líbia disputada entre els campions de lliga i copa del país. La competició es disputa a inicis de la temporada següent. Es disputà a doble partit el 1997 i a partit únic des de l'any següent.

## Historial
- 1997 (dos partits) : Al Tahaddy 1-0 Al Nasr
- 1998 : Al Mahalah 3-1 Al Shat
- 1999 : Al Ittihad 0-0 (pens.11-10) Al Mahalah
- 2000 : Al-Ahly Trípoli 2-0 Al Swihli
- 2001 : Al Madina 2-1 Al-Ahly Trípoli
- 2002 : Al Ittihad 1-0 Al Hilal
- 2003 : Al Ittihad 3-0 Al Nasr
- 2004 : Al Ittihad 5-2 Al Olympic
- 2005 : Al Ittihad 1-0 Al Akhdar
- 2006 : Al Ittihad 1-0 Al-Ahly Trípoli
- 2007 : Al Ittihad 3-1 (pròrroga) Al Akhdar
- 2008 : Al Ittihad 4-0 Khaleej Sirt